# Multi Router Traffic Grapher
De Multi Router Traffic Grapher (MRTG) is een opensourceprogramma dat het bandbreedtegebruik van netwerkverbindingen in kaart brengt. De hoeveelheid netwerkverkeer wordt daarbij gevisualiseerd over een bepaalde periode.
Het programma werd oorspronkelijk ontwikkeld door Tobias Oetiker en Dave Rand om routerverkeer op te volgen, maar is uitgegroeid tot een hulpmiddel dat voor bijna alles grafieken en statistieken kan genereren.
MRTG is geschreven in Perl en is beschikbaar op Windows, Linux, Unix, Mac OS X en NetWare.

## Werking

### SNMP
MRTG maakt gebruik van het Simple Network Management Protocol (SNMP) om commando's te sturen met twee object identifiers (OID's) naar een toestel in het netwerk. Dat toestel moet een management information base (MIB) bevatten waarin de gevraagde OID's kunnen opgezocht worden. De SNMP-agent die op het toestel draait, verzamelt de gevraagde gegevens en stuurt die terug via een of meerdere SNMP-pakketten. MRTG bewaart deze gegevens, tezamen met eerdere gegevens die van het toestel ontvangen werden. Op basis van deze gegevens genereert MRTG een HTML-pagina met gedetailleerde grafieken met het bandbreedtegebruik van het toestel.

### Scripting
Naast het gebruik van SNMP kan MRTG ook commando's of scripts starten om gegevens te verzamelen. De MRTG-website bevat een collectie scripts die het mogelijk maken om gegevens en statistieken te verzamelen van SQL-databases, firewalls, CPU-belasting, temperatuursensoren en dergelijke.